# E2F1
转录因子E2F1是由人类E2F1基因编码出的蛋白质。
该基因编码出的蛋白质是E2F转录因子家族中的成员。E2F家族在控制细胞周期及抑癌基因功能上起到重要作用，也是小DNA致癌病毒转化蛋白的靶点。E2F家族中的多个成员蛋白包含许多进化保守的结构域。这些结构域包括：DNA结合域、与受分化调控的转录因子蛋白（DP）之间相互作用的二聚化结构域、富含酸性氨基酸的转活化结构域以及位于转活化结构域中的抑癌蛋白关联结构域。该蛋白与其他两个成员E2F2及E2F3具有额外的周期蛋白结合结构域。该蛋白以细胞周期依赖性的模式优先与视网膜母细胞瘤蛋白pRB结合。它可以同时介导细胞增殖及p53-依赖/非依赖的细胞凋亡。

## 转录
E2F1的启动子区有PAX8转录因子的结合序列，可促进E2F1的转录。

## 相互作用
E2F1与下列蛋白具有相互作用：NCOA6、视网膜母细胞瘤样蛋白1、视网膜母细胞瘤蛋白、GTF2H1、SKP2 PURA,、NPDC1、Sp2转录因子、Sp1转录因子、CUL1 ARID3A,、TOPBP1、周期蛋白A1、TP53BP1、周期蛋白A2、Sp4转录因子、Sp3转录因子、抗增殖蛋白、NDN、MDM4 TFDP1及泛素C。

## 深入阅读
- Dupont E, Sansal I, Toru D;  et al. . C. R. Seances Soc. Biol. Fil. 1997, 191 (1): 95–104. PMID 9181131.
- Stevens C, La Thangue NB. . DNA Repair (Amst.). 2005, 3 (8-9): 1071–9. PMID 15279795. doi:10.1016/j.dnarep.2004.03.034.
- Zhang Z, Wang H, Li M;  et al. . Ann. N. Y. Acad. Sci. 2006, 1058 (1): 205–14. PMID 16394138. doi:10.1196/annals.1359.030.
- Schild C, Wirth M, Reichert M, Schmid RM, Saur D, Schneider G. . Mol. Carcinog. July 2009, 48 (12): 1149–58. PMID 19603422. doi:10.1002/mc.20569.